# Cologne Centurions (NFL Europe)
| Cologne Centurions                                            | Cologne Centurions                                            |
| Gegründet 2003 – Aufgelöst 2007 Spielten in Köln, Deutschland | Gegründet 2003 – Aufgelöst 2007 Spielten in Köln, Deutschland |
| ------------------------------------------------------------- | ------------------------------------------------------------- |
| \| \| \| \| \| \|                                             |                                                               |
| Liga                                                          |                                                               |
| - NFL Europe (2004–2006) NFL Europa (2007)                    |                                                               |
| Personal                                                      |                                                               |
| Head Coach                                                    | Peter Vaas (2003–2005) David Duggan (2006–2007)               |
| Teamgeschichte                                                |                                                               |
| Teamnamen                                                     | - Cologne Centurions (2004–2006) - Centurions Köln (2007)     |
| Erfolge                                                       |                                                               |
| Meisterschaften (0)                                           |                                                               |
| Play-off-Teilnahmen (0)                                       |                                                               |
| Stadien                                                       |                                                               |
| RheinEnergieStadion                                           |                                                               |
|                                                               |                                                               |
|                                                               |                                                               |

Die Cologne Centurions (in der Saison 2007 Centurions Köln) waren eine in Köln beheimatete American-Football-Mannschaft. Sie spielte von 2004 bis 2007 in der NFL Europe.

## Geschichte
Die Franchisevergabe der NFL Europe nach Köln erfolgte Anfang November 2003. Der Name und Auftritt des Teams wurde Mitte Dezember 2003 von NFL Commissioner Paul Tagliabue im Römisch-Germanischen Museum bekannt gegeben. In der NFL Europe übernahmen die Centurions die Nachfolge der aufgelösten Barcelona Dragons. Grund für die Ansiedlung in Köln war der Wunsch der Liga, mehr Zuschauer zu generieren, was durch die Rivalität zwischen Köln und Düsseldorf schnell erreicht werden konnte, da so eine Rivalität mit Rhein Fire aufgebaut werden konnte. Die Centurions hatten mit durchschnittlich 13.400 Zuschauern in ihren vier Saisons auch mehr Zuschauer als die Dragons (6.900, 2003). Diese Werte wurden jedoch vor allem durch die Fire-Spiele erhöht, die mit ca. 23.000 Zuschauern, größtenteils aus Düsseldorf, übermäßig stark besucht wurden. Die Mannschaft trug ihre Heimspiele im Rhein-Energie-Stadion mit rund 50.000 Sitzplätzen aus.
Erster Head Coach wurde Peter Vaas, der zuvor Cheftrainer bei Berlin Thunder war und diese 2001 und 2002 zur Meisterschaft führte. Die erste Saisonhälfte 2004 verlief schwach, da das Expansion Team nur eines der fünf Spiele gewinnen konnte. Dies besserte sich jedoch und am Saisonende standen vier Siege bei Sechs Niederlagen zu Buche. Das Kölner Team war das einzige, welches in dieser Saison den späteren Meister aus Berlin schlagen konnte und fünf der sechs Niederlagen waren mit weniger als 8 Punkten. Dadurch wurden die Centurions deutlich besser aufgenommen, als das letzte Expansion Team (Thunder, 1999), da man von Beginn an auf einem ähnlichen Niveau spielte und nicht der Konkurrenz deutlich unterlegen war. 2005 wurde der Einzug in den World Bowl verpasst, da sie trotz 6:4-Bilanz den direkten Vergleich gegen Amsterdam durch zwei Niederlagen verpassten. 2007 spielte die Mannschaft erneut um eine Endspiel-Teilnahme, verpasste diese jedoch erneut, als sie am letzten Spieltag gegen die punktgleichen Frankfurt Galaxy verlor. Insgesamt konnten die Centurions in ihrer vierjährigen Geschichte eine ausgeglichene Bilanz von 20 Siegen und gleich vielen Niederlagen vorweisen. Sie waren die einzige Mannschaft der Liga, die nie den World Bowl gewinnen konnte.

## Spielzeiten
| Saison          | Liga       | Platz | S  | N  | U | P+  | P−  | Postseason |
| --------------- | ---------- | ----- | -- | -- | - | --- | --- | ---------- |
| 2004            | NFL Europe | 4.    | 4  | 6  | 0 | 191 | 201 | –          |
| 2005            | NFL Europe | 3.    | 6  | 4  | 0 | 188 | 212 | –          |
| 2006            | NFL Europe | 4.    | 4  | 6  | 0 | 151 | 170 | –          |
| Centurions Köln |            |       |    |    |   |     |     |            |
| 2007            | NFL Europa | 3.    | 6  | 4  | 0 | 205 | 172 | –          |
| Summe           | Summe      | Summe | 20 | 20 | 0 | 735 | 755 | –          |

## Trivia
Der Name des Teams wurde 2021 von einer neu gegründeten Mannschaft in der European League of Football übernommen.